# J-Wave

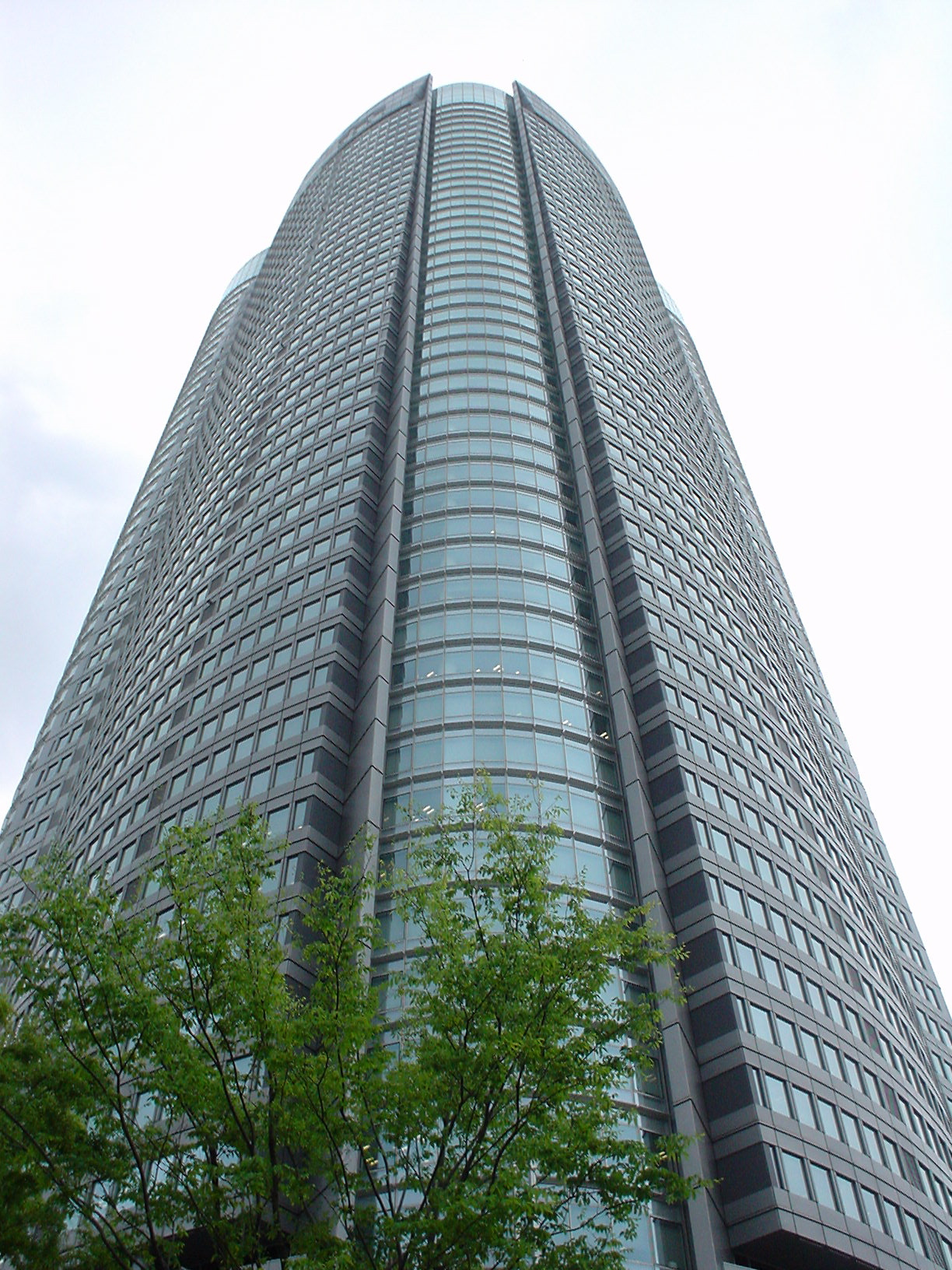
Edifício da rádio J-wave, em Tokio

J-Wave é uma rede de estações de rádio do Japão, com sede em Tóquio.